# Varnia implexa
Varnia implexa is een insect uit de familie van de Ithonidae, die tot de orde netvleugeligen (Neuroptera) behoort. 
Varnia implexa is voor het eerst wetenschappelijk beschreven door Navás in 1914.